# Covarrubias (kommun)
Covarrubias är en kommun i Spanien.   Den ligger i provinsen Provincia de Burgos och regionen Kastilien och Leon, i den centrala delen av landet, 180 km norr om huvudstaden Madrid. Antalet invånare är 626. Arean är 41 kvadratkilometer.
Terrängen i Covarrubias är platt västerut, men österut är den kuperad.